# George Tuisawau
Ratu George Cokanauto Tuisawau, né vers 1901 et mort à Suva en septembre 1961, est un chef autochtone fidjien.

## Biographie
Petit-fils de l'un des chefs signataires de l'Acte de Cession des Fidji à l'Empire britannique en 1874, il est éduqué en Nouvelle-Zélande, où il travaille quelques années avant de retourner aux Fidji en 1925. À partir de 1928, établi à Ba, il est employé dans l'administration coloniale aux affaires autochtones.
En 1936 il est fait Roko Tui de la province de Rewa, c'est-à-dire chef de l'exécutif de l'administration autochtone de cette province. Il est également Roko Tui Dreketi (en), titre héréditaire prestigieux porté par son grand-père au moment de la Cession. En 1937, le gouverneur Sir Arthur Richards (en) le nomme membre Conseil législatif de la colonie, sur recommandation du Grand Conseil des chefs. Il en demeure membre durant vingt ans. Durant la Seconde Guerre mondiale, il commande une compagnie du Corps des Travailleurs des Fidji, qui est déployé en soutien logistique aux îles Salomon. En 1946, il est nommé membre du Conseil exécutif de la colonie, et en 1951 il est fait officier de l'ordre de l'Empire britannique.
Il meurt en 1961 à l'âge de 60 ans. Sa fille Lala épouse en 1950 Ratu Kamisese Mara, qui deviendra en 1967 le Premier ministre inaugural des Fidji. Une autre fille, Teimumu, est ministre de l'Éducation au début des années 2000 puis cheffe de l'opposition parlementaire de 2014 à 2018 ; elles héritent tour à tour de son titre de Roko Tui Dreketi.